# Linda Hogan
Linda Hogan (Denver, Colorado, 1947) és una poetessa, narradora, acadèmica, dramaturga, novel·lista i ambientalista ameríndia. Actualment és escriptora en residència de la Nació Chickasaw.

## Primers anys
Linda Hogan és chickasaw. El seu pare és un chickasaw d'una família històrica reconeguda i l'oncle de Linda, Wesley Henderson, va ajudar a formar el Consell de Búfal Blanc a Denver durant la dècada de 1950. Va ajudar altres amerindis que anaven a la ciutat a causa de The Relocation Act, que va encoratjar la migració per feina i altres oportunitats. Va tenir una gran influència sobre ella i ella va créixer fortament relacionada tant amb la seva família Chickasaw en Territori Indi (Oklahoma) i amb la comunitat ameríndia mixta en l'àrea de Denver. En altres ocasions, la seva família va viatjar a causa de la milícia.

## Carrera
El seu primer càrrec de professor universitari va ser en Estudis Amerindis i d'Estudis Americans de la Universitat de Minnesota. Després d'escriure el seu primer llibre, Calling Myself Home, i continuà escrivint poesia. El seu treball té tant un enfocament històric com polític, però és líric. Els seus llibres més recents són The Book of Medicines (1993) i Rounding the Human Corners. (2008) També és un novel·lista i assagista. El seu treball se centra en el món dels pobles nadius, tant des de la seva pròpia perspectiva indígena com la dels altres. Fou professora a temps complet d'escriptura creativa a la Universitat de Colorado i després va ensenyar als dos últims anys al Departament d'Estudis Ètnics de la Universitat. Actualment és escriptora a la residència per a la seva Nació Chickasaw.
Assagista, novel·lista i poeta, Hogan ha publicat treballs en molts orígens i formes. La seva concentració és en temes ambientals. Ha actuat com a consultor per reunir representants de les tribus natives i temes feministes, particularment a aliar-se a la seva ascendència indígena. El seu treball, ja sigui ficció o no ficció, expressa una comprensió indígena del món. Ha escrit assajos i poemes sobre una varietat de temes, tant de ficció i no ficció, biogràfics i de recerca. Hogan també ha escrit novel·les històriques. El seu treball estudia els errors històrics causats als nadius americans i el medi ambient d'Amèrica des de la colonització europea d'Amèrica del Nord.
Hogan va ser professor a la Universitat de Colorado a Boulder i la Universitat d'Oklahoma. Ella és la (inaugural) Escriptora en Residència de la Nació Chickasaw d'Oklahoma. A l'octubre de 2011 es va encarregar d'un taller d'escriptura a través dels Tallers Abiquiu a Abiquiu, Nou Mèxic.

## Premis & reconeixements
- Mountains and Plains Booksellers Spirit of the West Literary Achievement Award, 2007
- Writer of the Year (Creative Prose), Wordcraft Circle Award, 2002
- Lifetime Achievement Award, Cercle d'Escriptors Nadius d'Amèrica, 1998
- Colorado Book Award, 1996
- Lannan Award, 1994
- Colorado Book Award, 1993
- Oklahoma Book Award for Fiction, 1991
- Guggenheim Fellow, 1991[4]
- Finalista Premi Pulitzer de Literatura, 1990.
- American Book Award, Before Columbus Foundation, 1986
- Stand magazine Fiction Award, 1983
- Five Civilized Tribes Play Writing Award, 1980
- Introduïda al Chickasaw Hall of Fame en 2007[5]

### Criticisme
- Dennis, Helen M. Native American Literature: Towards a Spatialized Reading. London, Routledge 2006. pp. 61–85.